# Армія польська в СРСР
Армія польська в СРСР — армія, сформована на основі угодах укладених 30 липня і 14 серпня 1941 р. між польським урядом В. Сікорського у м. Лондон (Велика Британія) та урядом СРСР. Формування почав у вересні 1941р. в Поволжі генерал В. Андерс, 1942 р. — евакуйований на Близький Схід. До неї належать чимало вихідців із Тернопільщини, більшість із яких 1939—1941 репресовані.